# 富永俊夫
富永 俊夫（とみなが としお、1943年5月1日 - ）は、日本の遠泳家。修道中学校・高等学校、慶應義塾大学出身。現在、津軽海峡単独遠洋横断の世界最高齢記録（73歳）を所持している。広島県呉市出身。広島市西区在住。

## 来歴
学生時代には水泳や水球の選手として活躍した。その後、大手家電メーカーに就職した。退職後に、水泳を再開し以下の経験を持つ。
- 2009年にはトルコのボスポラス海峡を横断[2]。
- 2013年にはイギリスとフランスの間のドーバー海峡の単独横断にも挑戦した。しかし、残り数キロメートルの場所で断念。
- 2016年9月7日には9:58:16で、泳いで渡るのが難しいとされる世界の七海峡「オーシャンズセブン」の一つとされる津軽海峡を完泳し、世界最高齢記録(73歳)を打ち立てた。これは、2015年9月に樹立されたメキシコ人男性による56歳という記録を大きく破った[3][1]。
- 2017年には原爆ドームから厳島神社までの世界遺産間の遠泳に成功した。
- 2019年には光州世界マスターズ水泳選手権のオープンウオータースイミングの75～79歳クラスで優勝した。同種目では日本人で唯一の優勝となった[4]。

## その他
80歳までは頑張りたいと話している。